# (1609) Brenda
(1609) Brenda est un astéroïde de la ceinture principale.

## Description
(1609) Brenda est un astéroïde de la ceinture principale. Il fut découvert le 10 juillet 1951 à Johannesbourg par Ernest Leonard Johnson. Il présente une orbite caractérisée par un demi-grand axe de 2,58 UA, une excentricité de 0,25 et une inclinaison de 18,7° par rapport à l'écliptique.

## Compléments